# Neckera pachycarpa
Neckera pachycarpa är en bladmossart som beskrevs av W. P. Schimper och Bescherelle 1872. Neckera pachycarpa ingår i släktet fjädermossor, och familjen Neckeraceae. Inga underarter finns listade i Catalogue of Life.